# Lealholm
Lealholm – wieś w Anglii, w hrabstwie North Yorkshire, w dystrykcie (unitary authority) North Yorkshire. Leży na terenie parku narodowego North York Moors, nad rzeką Esk, 59 km na północ od miasta York i 331 km na północ od Londynu. W 2001 miejscowość liczyła 974 mieszkańców.